# Criminal (chanson de Natti Natasha et Ozuna)
Singles par Natti Natasha
Otra cosa
(2016) Amantes de una Noche
(2018)
Singles par Ozuna
Se Preparo
(2017) Egoísta
(2017)
Criminal est un single de la chanteuse dominicaine Natti Natasha interprété en collaboration avec l'artiste portoricain Ozuna et publié le 1er septembre 2017 sous le label Pina. La chanson, écrite par les deux interprètes avec Jhay Cortez, Rafael Pina et Vincente Saavedra, est produite par Fino Como el Haze,. Le single est certifié quadruple disque de platine en Espagne, disque d'or en Italie et quinze fois platine aux États-Unis.

## Composition
Criminal est une chanson de reggaeton et de pop à tempo moyen, avec 80 battements par minute.[réf. nécessaire]

## Clip vidéo
Le clip de Criminal est publié sur YouTube le 18 septembre 2017. En décembre 2018, le clip est la 38e vidéo la plus visionnée sur YouTube, avec plus de 1,7 milliard de vues.

## Classements
| Classement (2017–18)                    | Meilleure position |
| --------------------------------------- | ------------------ |
| Argentine (Monitor Latino)              | 7                  |
| Bolivie (Monitor Latino)                | 3                  |
| Colombie (National Report)              | 4                  |
| Costa Rica (Monitor Latino)             | 12                 |
| Équateur (National-Report)              | 19                 |
| Espagne (PROMUSICAE)                    | 1                  |
| Guatemala (Monitor Latino)              | 9                  |
| Honduras (Monitor Latino)               | 2                  |
| Italie (FIMI)                           | 69                 |
| Mexique (Mexico Airplay, Billboard)     | 48                 |
| Nicaragua (Monitor Latino)              | 2                  |
| Paraguay (Monitor Latino)               | 1                  |
| Pérou (Monitor Latino)                  | 1                  |
| Portugal (AFP)                          | 89                 |
| République dominicaine (Monitor Latino) | 3                  |
| Salvador (Monitor Latino)               | 1                  |
| Suède (Sverigetopplistan)               | 19                 |
| Suisse (Schweizer Hitparade)            | 91                 |
| Uruguay (Monitor Latino)                | 2                  |
| États-Unis (Hot 100)                    | 95                 |
| États-Unis (Hot Latin Songs)            | 5                  |
| Venezuela (National-Report)             | 18                 |

| Classement (2017)                       | Position |
| --------------------------------------- | -------- |
| Argentine (Monitor Latino)              | 18       |
| États-Unis (Latin Songs)                | 48       |
| Honduras (Monitor Latino)               | 3        |
| Nicaragua (Monitor Latino)              | 2        |
| République dominicaine (Monitor Latino) | 67       |
| Salvador (Monitor Latino)               | 10       |

## Certifications
| Région | Certification | Ventes/Streams |
| --- | ------------- | -------------- |
| Italie (FIMI) | Or            | 25 000‡*       |
| Espagne (PME) | 4 × Platine   | 160 000^       |
| États-Unis (RIAA)                                                                                                | 15 × Platine  | 900 000‡*      |
| ^Mise en rayon selon la certification xNon précisé par la certification ‡ventes/streaming selon la certification |               |                |